# Ghostemane
Eric Whitney, cunoscut mai bine ca Ghostemane (sau ca Sage-Meinhof, Baader-Meinhof, Swearr, Limsa Lominsa, GASM, în trecut ca iLL BiZ, n. 15 aprilie 1991, Lake Worth Beach⁠(d), Florida, SUA) este un rapper și cântăreț american.

## Biografie
Eric Whitney s-a născut pe data de 15 aprilie 1991 în Lake Worth Beach⁠(d), Florida, SUA. A fost interesat de muzică de la o vârstă fragedă. Tatăl său, care i-a cumpărat prima chitară la 13 ani, a decedat din cauza unei supradoze când Eric avea 17 ani.
În prezent trăiește în Los Angeles, California, SUA, și este logodit cu cântăreața americană Poppy.

## Discografie
Albume
ca Ghostemane:
- Oogabooga (2015)
- For the Aspiring Occultist (2015)
- Rituals (2016)
- Blackmage (2016)
- Plagues (2016)
- Hexada (2017)
- N / O / I / S / E (2018)
- ANTI-ICON (10/21/2020)

ca GASM:
- Www (2018)

Albume în colaborare
ca Ghostemane:
- Pallbearers || Tales from the Grave (cu DJ Killa C) (2015)

EP-uri
ca Ghostemane:
- Ghoste Tales (2015)
- Dogma (2015)
- Kreep [Klassics Out Tha Attic] (2015)
- DÆMON (cu Nedarb Nagrom) (2016)
- DÆMON II (cu Nedarb Nagrom) (2016)
- DÆMON III (cu Nedarb Nagrom) (2017)
- Dahlia I (cu Getter) (2018)
- Fear Network (2019)
- Opium (2019)
- Human Err0r (cu Parv0) (2019)
- Digital Demons (cu Nolife) (2019)
- LXRDMAGE (cu Scarlxrd) (2021)
- Fear Network II (2021)

ca Baader-Meinhof:
- EP (2016)
- Evil Beneath a Veil of Justice (2019)
- Baader-Meinhof (2020)

ca Swearr
- Technomancer (2019)

cu Nemesis (ca chitarist)
- From the Neighborhood (2012)

cu Seven Serpents (ca toboșar):
- Seven Serpents (2015)

Compilații
ca Ghostemane
- Astral Kreepin (Resurrected Hitz) (2015)
- Hiadica (2019)

Mixtape-uri
ca Ghostemane
- Blunts n' Brass Monkey (2014)
- Taboo (2014)

ca iLL BiZ
- Revival  (cu Shepherd) (2012)
- versatile (2012)
- 1991 (2014)

## Legături externe
- Materiale media legate de Ghostemane la Wikimedia Commons

Informații:
- https://stayloud.skullcandy.com/stories/ghostemane/ Arhivat în 3 octombrie 2019, la Wayback Machine.
- http://www.theblowup.co/underground-hype-ghostemane Arhivat în 3 octombrie 2019, la Wayback Machine.
- https://unsignedhype.org/ghostemane-interview-with-independent-grind/

Site oficial:
- https://www.ghostemane.com/home Arhivat în 12 august 2020, la Wayback Machine.
- https://blackmagestore.com